# Jacob Svedelius
Jacob Svedelius, född 20 januari 1693 i Älvdalens församling, död 18 juli 1763, var en svensk präst.

## Biografi
Jacob Svedelius föddes 1693 i älvdalens församling. Han var son till kyrkoherden i församlingen. Svedelius blev 1700 student vid Uppsala universitet och avlade 1719 magisterexamen. Han fortsatte sin studie hemma fram till 1721, då han gjorde en resa utomlands tillsammans med Cedercreutz, som varade i sex år. Svedelius återvände hem och blev 1727 lektor i Eloqu. et Poes. vid Västerås gymnasium, vilket han i maj 1722 fick fullmakt till. Han prästvigdes 11 oktober 1728 och blev kyrkoherde i Hubbo församling. Svedelius föreslogs 1727 till lektor i poes. Profession i Uppsala och blev 1739 förste teologi lektor vid Badelunda gymnasium. Han blev 1740 kyrkoherde i Köpings församling och kontraktsprost, samt introducerades 11 oktober samma år av biskop Kallsenius. Svedelius utnämndes i april 1744 till domprost i Västerås församling, tillträdde 1745 och blev 2 februari 1752 teologie doktor vid Uppsala universitet. Han uppförde även på förslag till biskop och fick 153 röster. Svedelius avled 1763 i Västerås och begravdes av biskop Benzelstierna, med predikan av lektor Herweghr och Schedwin.

### Familj
Svedelius gifte sig 7 juli 1729 med Anna Brita Lampa (1713–1802), dotter till kyrkoherden P. Lampa i Arboga. De fick tillsammans barnen Margareta Elisabeth Svedelius som var gift med kyrkoherden Magnus Troilius, kyrkoherden E. Norberg i Husby församling och direktören J. M. Muncktell i Falun, kyrkoherden Pehr Svedelius i Åkers församling, kyrkoherden Danile Svedelius i Malungs församling, kyrkoherden Anders Svedelius i Mora församling, kyrkoherden Johan Svedelius i Älvdalens församling, Sara Brita Svedelius som var gift med kyrkoherden Petrus Brunnmark i Falun, notarien Jacob Svedelius, provisialläkaren Gustaf Svedelius i Falun och Christina Regina Svedelius som var gift med landskamreraren C. Törnblad i Västerås.